# Nassella linearifolia
Nassella linearifolia är en gräsart som först beskrevs av Eugène Pierre Nicolas Fournier, och fick sitt nu gällande namn av Richard Walter Pohl. Nassella linearifolia ingår i släktet nassellor, och familjen gräs. Inga underarter finns listade i Catalogue of Life.